# Пачелма (станция)
Па́челма — железнодорожная станция Куйбышевской железной дороги на линии Пенза — Ряжск (линия неэлектрифицирована), расположена в районном центре  Пачелма Пензенской области, в 143 км от станции Пенза I. Через станцию осуществляются пассажирские перевозки на Москву, Пензу, Орск, Караганду, Брест, Минск, Могилёв, Витебск, Гомель, Челябинск, Калининград.
Пригородное сообщение: о.п.Пятницкое, о.п.Глебовка, ст. Башмаково, о.п.Кандиевка, о.п.Хутор,  ст. Соседка, о.п Поминаевка, ст. Вернадовка, о.п.120 км, о.п.114 км, о.п.109 км, ст. Земетчино, о.п.Оторма, о.п.87 км, ст. Пашково, ст. Морсово

## История
Станция открыта в связи со строительством Сызранско-Вяземской железной дороги в 1874 году. 

## Дальнее следование по станции
| Статус                | № поезда | Маршрут движения       | № поезда | Маршрут движения       | Перевозчик                                |
| --------------------- | -------- | ---------------------- | -------- | ---------------------- | ----------------------------------------- |
| курсирует             | 93       | Пенза — Москва         | 94       | Москва — Пенза         | "Федеральная пассажирская компания" (ФПК) |
| по особому расписанию | 121      | Пенза — Москва         | 122      | Москва — Пенза         | "Федеральная пассажирская компания" (ФПК) |
| курсирует             | 131      | Орск — Москва          | 132      | Москва — Орск          | "Федеральная пассажирская компания" (ФПК) |
| по особому расписанию | 213      | Пенза — Москва         | 214      | Москва — Пенза         | "Федеральная пассажирская компания" (ФПК) |
| не курсирует          | 317      | Караганда — Барановичи | 318      | Барановичи — Караганда | "Беларуская Чыгунка" (БЧ)                 |
| не курсирует          | 327      | Казань — Минск         | 328      | Минск — Казань         | "Беларуская Чыгунка" (БЧ)                 |

| статус       | № поезда | Маршрут движения        | № поезда | Маршрут движения        | Перевозчик                                |
| ------------ | -------- | ----------------------- | -------- | ----------------------- | ----------------------------------------- |
| не курсирует | 425      | Челябинск — Калининград | 426      | Калининград — Челябинск | "Федеральная пассажирская компания" (ФПК) |

## Пригородное следование по станции
| статус                         | № поезда  | Маршрут движения                       | № поезда | Маршрут движения    | Перевозчик                                                  |
| ------------------------------ | --------- | -------------------------------------- | -------- | ------------------- | ----------------------------------------------------------- |
| курсирует                      | 6113      | Пенза 1 - Пачелма                      | 7244     | Пачелма - Пенза 1   | "Башкортостанская пригородная пассажирская компания" (БППК) |
| курсирует                      | 7245      | Пенза 1 - Башмаково                    | 7240     | Башмаково - Пенза 1 | "Башкортостанская пригородная пассажирская компания" (БППК) |
| курсирует                      | 6133/6137 | Пачелма - ЗеметчиноЗеметчино - Морсово | 6134     | Морсово - Пачелма   | "Башкортостанская пригородная пассажирская компания" (БППК) |
| Пригородная касса не работает. |           |                                        |          |                     |                                                             |

## Деятельность
- Осуществляются пригородные перевозки пассажиров на Пензу, Земетчино, Морсово
- Посадка и высадка на поезда местного; пригородного и дальнего сообщения.
- прием и выдача багажа;
- приём и выдача повагонных отправок грузов (открытые площадки);
- приём и выдача повагонных и мелких отправок (подъездные пути);
- приём и выдача повагонных отправок грузов (крытые склады).[3]